# János Váradi
János Váradi (Kemecse, 28 febbraio 1961) è un ex pugile ungherese.

## Palmarès

### Olimpiadi
- 1 medaglia:
  - 1 bronzo (Mosca 1980 nei pesi mosca)

### Mondiali dilettanti
- 2 medaglie:
  - 2 argenti (Torino 1987 nei pesi mosca; Atene 1989 nei pesi mosca)